# はまぐも型巡視艇
はまぐも型巡視艇（はまぐもがたじゅんしてい、英語: Hamagumo-class patrol crafts）は、海上保安庁の巡視艇の船級。区分上はPC型、公称船型は35メートル型。なお計画時には消防機能強化型巡視艇と称されており、また後には、改良型のよど型とともに消防巡視艇と称されるようになった。

## 設計
本型は、平成7年度第1次補正計画で建造されたはやなみ型後期型（災害対応機能強化型）をもとに改良された型であるため、アメリカ海軍協会（USNI）では同じ船級として扱っている。
はやなみ型後期型（災害対応機能強化型）との相違点は、放水塔を１基設置、放水銃位置等を変更し消防機能強化が図られている。（この放水塔はタグボートによく見られるが、海上保安庁船艇としてはこの型のみ。）
主機関も同構成で、MTU 12V396 TB94ディーゼルエンジン（2,000馬力 / 1,975 rpm）もしくは新潟鐵工所12V16FXによって固定ピッチ・プロペラを駆動する方式とされた。
放水時の操船・船位保持性能確保のため、はやなみ型後期型（災害対応機能強化型）同様、船尾両舷にアンチローリング・ボード（ARB）を装備する。。また、船首吃水線下にはバウジェットが装備された。（但し、タグボートが旋回や定点保持の為に装備するアジマススラスター（新潟原動機製：ZP、川崎重工業製：レックスペラ等）は装備されなかった。）

## 装備
はやなみ型後期型（災害対応機能強化型）では船首甲板に放水銃2基を備えていたのに対し、本型では、1基（毎分2,000リットル）を操舵室上に、そしてもう1基（毎分5,000リットル）はその後方に設けた放水塔上に配置した。放水塔上のものは粉末消火剤のノズル（毎秒40キログラム）も併設されており、海面上17メートルの高さまで伸ばすことができる。これらの放水銃は、いずれも監視カメラと連動させることができる。放水量は、ぬのびき型消防艇のおよそ半分（毎分7,400リットル）を確保した。なお消火剤としては、泡原液を約5,300リットル、粉末消火剤を約2,000 kg搭載する。
この他、自衛用の散水ノズルや送水用の消火栓を備えるほか、火災現場で発生しうる可燃性ガスや有毒ガスに備えて船内は陽圧に保たれており、ガス検知装置も装備している。このほか、甲板作業などに備えた防火服なども装備されている。

## 同型艇

### 一覧表
※巡視艇の船名は、配属先管区、配属替え等により随時、改名されることがある。
| 計画年度             | 船番  | 船名               | 船舶番号 信号符字 | 造船所     | 就役／配属替え | 配属海上保安部署  | 備考               |
| -------------------- | ----- | ------------------ | ----------------- | ---------- | -------------- | ----------------- | ------------------ |
| 平成10年度           | PC-22 | はまぐも Hamagumo  |                   | 墨田川造船 | 1999年8月27日  | 横浜 (第三管区)   | (就役中)           |
| 平成10年度           | PC-23 | あわなみ Awanami   | 136736 JG5585     | 墨田川造船 | 1999年8月27日  | 千葉 (第三管区)   | 配属替えに伴い改名 |
| 平成10年度           | PC-23 | あゆづき Ayuduki   | 136736 JG5585     | 墨田川造船 | 2013年1月29日  | 名古屋 (第四管区) | (就役中)           |
| 平成10年度 第3次補正 | PC-24 | うらなみ Uranami   | 136737 JG5586     | 墨田川造船 | 2000年1月24日  | 神戸 (第五管区)   | 配属替えに伴い改名 |
| 平成10年度 第3次補正 | PC-24 | ゆふぎり Yufugiri  | 136737 JG5586     | 墨田川造船 | 2013年1月11日  | 大分 (第七管区)   | (就役中)           |
| 平成11年度           | PC-25 | しきなみ Shikimami | 136972 JG5614     | 石原造船所 | 2000年10月24日 | 神戸 (第五管区)   | 配属替えに伴い改名 |
| 平成11年度           | PC-25 | ともなみ Tomonami  | 136972 JG5614     | 石原造船所 | 2013年2月12日  | 門司 (第七管区)   | (就役中)           |

### 運用史
2011年3月11日の東北地方太平洋沖地震により発生したコスモ石油千葉製油所の火災では、当時、千葉海上保安部配属の「あわなみ」が、横浜海上保安部の「ひりゆう」、東京消防庁の「みやこどり」、千葉市消防局の「まつかぜ」、横浜市消防局の「まもり」、海上災害防止センターの「おおたき」「きよたき」の各船と連携して、海上から警戒監視および冷却散水を実施した。

## 登場作品
『BRAVE HEARTS 海猿』
「あわなみ」と「しきなみ」が登場。
「しきなみ」は、大阪湾でタンカーとコンテナ船が衝突する海難事故が発生したことを受け、現場に急行し救助活動にあたる。
「あわなみ」は、左翼エンジンが爆発したボーイング747-400が東京湾内に海上着水することを受け、着水する海域の近くで待機し、着水が成功すると直ちに接近して救助活動を開始する。